# Евангелие от Матфея (фильм)
«Ева́нгелие от Матфе́я» (итал. Il Vangelo secondo Matteo) — итальянский драматический фильм 1964 года режиссёра Пьера Паоло Пазолини, экранизация истории Иисуса Христа от рождения до Воскресения, как она рассказана в Евангелии от Матфея. Фильм, точно следуя Евангелию от Матфея в сюжете и диалогах, описывает жизнь Иисуса с марксистско-католической точки зрения режиссёра.
Над фильмом работали такие известные в киноиндустрии личности, как художник по костюмам Данило Донати и оператор Тонино Делли Колли. Кинокартину относят к классике мирового кино. В 2015 году ватиканская газета «L’Osservatore Romano» назвала её лучшим фильмом о Христе, который когда-либо видел свет.

## Сюжет
Все диалоги в фильме прямо цитируют текст Евангелия от Матфея, так как Пазолини считал, что «изображение никогда не сможет достичь поэтических высот текста».
Режиссёр остановил выбор на Евангелии от Матфея, полагая, что «Иоанн был слишком мистичен, Марк — слишком прост, а Лука — слишком сентиментален».

## В ролях
- Энрике Ирасоки — Иисус Христос (голос — Энрико Мария Салерно)
- Маргерита Карузо — дева Мария в юности
- Сузанна Пазолини — дева Мария в зрелости
- Марчелло Моранте — Иосиф (голос — Джанни Бонагура)
- Марио Сократе — Иоанн Креститель (голос — Пино Локки)
- Сеттимио Ди Порто — апостол Пётр
- Джорджо Агамбен — апостол Филипп
- Джакомо Моранте — Иоанн Богослов
- Ферруччо Нуццо — Левий Матфей
- Альфонсо Гатто — Андрей Первозванный
- Алессандро Клеричи — Понтий Пилат
- Отелло Сестили — Иуда Искариот
- Хуан Родольфо Вилькок — Каиафа
- Америго Бевилаква — Ирод I Великий
- Энцо Сицилиано — Симон Кананит
- Паола Тедеско — Саломея
- Наталия Гинзбург — Мария из Вифании
- Россана Ди Рокко — Ангел Господень
- Нинетто Даволи — пастух (не указан в титрах)

## Производство

### Контекст и подготовка
В 1963 году фигура Христа появилась в короткометражном фильме Пьера Паоло Пазолини «Овечий сыр», который составлял часть альманаха «РоГоПаГ», за выходом которого последовал большой скандал, а режиссёр получил тюремный срок за якобы кощунственное и непристойное содержание фильма. В 1962 году Папа Иоанн XXIII обозначил новое отношение церкви к художественному творчеству современников и призвал их к совместному диалогу и сотрудничеству. Пазолини принял это предложение и даже стал участником семинара во францисканском монастыре в городе Ассизи. Замысел фильма зародился именно здесь, когда Пазолини оказался запертым в гостиничном номере: визит Папы спровоцировал пробки в городе, и режиссёр не мог никуда выехать. Обнаружив в номере издание Нового завета, Пазолини на одном дыхании прочел все Евангелия. Впоследствии он сказал, что мысль поставить фильм по одному из них «задвинула в тень все другие рабочие замыслы, которые были у меня в голове». В отличие от предыдущих экранизаций жизни Христа, фильм Пазолини не пытается приукрасить библейский сюжет художественными или драматическими изобретениями и не является попыткой синтезировать все четыре Евангелия. Пазолини утверждал, что он собирается «воссоздать Евангелие по аналогии» и все строчки диалогов будут взяты напрямую из Евангелия.
Учитывая известную репутацию Пазолини как атеиста, гомосексуалиста и марксиста, подобное почтительное отношение к тексту писания стало сюрпризом, особенно после противоречивого «Овечьего сыра». Когда на пресс-конференции 1966 года Пазолини спросили, почему он, неверующий, снял фильм на религиозную тему, режиссёр ответил: «Если вы знаете, что я неверующий, то вы знаете меня лучше, чем я сам. Возможно, я и неверующий, но неверующий, тоскующий по вере».
Что касается идеи аналогии, Пазолини подчеркивал своё намерение воплотить на экране не исторического Христа, но проецировать на его фигуру современное общество южной Италии: Христос после 2000 лет нарастания нарратива. Он объяснял:

«Вместе с методом реконструкции по аналогии мы обнаруживаем идею мифа и эпического... поэтому когда я рассказываю историю Христа, я не реконструирую Христа каким он был на самом деле. Если бы я изобразил жизнь Христа такой, какой она была в действительности, у меня не вышел бы религиозный фильм, ведь я не верующий. Я не думаю, что Христос был Божьим сыном. Я бы в лучшем случае выполнил позитивистскую или марксистскую реконструкцию, изобразив жизнь одного из пяти или шести тысяч святых, проповедовавших в то время в Палестине. Однако я не хотел делать этого, меня не интересуют профанации. Это такая мелкобуржуазная мода, которую я ненавижу. Я хочу вновь освятить эти вещи, потому что это возможно, я хочу ре-мифологизировать их. Я не хотел реконструировать жизнь Христа, какой она была, я хотел создать историю Христа вместе с двумя тысячами лет христианского сказительства о жизни Христа, ибо две тысячи лет христианской истории мифологизировали эту биографию, которая, взятая как таковая, была бы почти незначительной. Мой фильм — это жизнь Христа после двух тысяч лет историй о жизни Христа. Вот каков был мой замысел».

Фильм был посвящён папе Иоанну XXIII. Открывающие фильм титры сообщают, что фильм 

 Посвящается дорогой, радостной, родной памяти Иоанна XXIII. Оригинальный текст (итал.)dedicato alla cara, lieta, familiare memoria di Giovanni XXIII 
 Пазолини был критически настроен по отношению к новому папе Павлу VI (изб. 1963), работая над проектом фильма о святом Павле, который в некотором роде продолжал бы «Евангелие от Матфея». Однако проект так и не состоялся, хотя и продвинулся с начального замысла.

### Съёмки и стиль
Пазолини использовал во время съёмок приёмы итальянского неореализма. Большинство нанятых актёров не были профессионалами. Энрике Ирасоки (Христос) был 19-летним студентом из Испании, изучавшим экономику, коммунистическим активистом, остальной актёрский состав набирался из жителей местных областей Бариле, Матера и Массафра, где снимался фильм. В поисках съёмочных мест Пазолини посетил Святую Землю, но нашел её места непригодными для съёмок и «коммерциализированными». Эти изыскания были представлены в изданном годом позже полнометражном документальном фильме «Поиск локаций в Палестине для фильма „Евангелие от Матфея“». В роли Богородицы в фильме снялась мать Пазолини — Сюзанна. В актёрский состав также вошли видные интеллектуалы, такие как писатели Энцо Сичилиана и Альфонсо Гатто, поэты Наталия Гинзбург и Родолфо Вилькок, философ Джорджо Агамбен. Внешний вид персонажей фильма эклектичен и в некоторых случаях анахроничен, напоминая художественные изображения различных периодов. Так, костюмы римских солдат и фарисеев вдохновлены искусством эпохи Возрождения, а фигура Христа отсылает к византийскому искусству и к работам художника-экспрессиониста Жоржа Руо.

### Музыка
Музыка в фильме эклектична, включая произведения И. С. Баха (Месса Си минор и Страсти по Матфею), Одетты («Sometimes I Feel Like a Motherless Child»), Блайнд Вилли Джонсона («Dark Was The Night, Cold Was The Ground»), еврейскую церемониальную музыку Кол нидрей, «Глорию» из цикла «Мисса Луба». Пазолини утверждал, что вся музыка в фильме, происходящая из всех частей мира и различных культур и систем убеждений, имеет священный характер. В качестве смыслообразующего элемента картины Пазолини использовал музыку Прокофьева, написанную специально для фильма Эйзенштейна «Александр Невский» (1938). Эпизоды, которые Пазолини использует для своего фильма, называются «Русь под игом монгольским» и «Крестоносцы во Пскове». Эти лейтмотивы сопровождают эпизоды фильма, где в кадре показываются убийства и варварство, где демонстрируется проявление насилия власть имущих по отношению к невинным, например в эпизоде избиения младенцев или в сцене казни Иоанна Крестителя. Используются также русская народная песня «Ах ты, степь широкая» и русская революционная песня «Вы жертвою пали в борьбе роковой». Песня «Ах ты, степь широкая» звучит в фильме два раза в ключевых моментах: первый — когда Христос впервые собирает учеников и начинает проповедовать им, второй — в самом конце фильма, когда «маленькая революция» уже потерпела поражение, Иисус казнен, некоторые ученики отказались от Него. Мелодия известного революционного похоронного марша «Вы жертвою пали в борьбе роковой…» звучит в кульминационный момент фильма, когда Спаситель произносит обличительную речь в Храме.

## Премии и номинации
На 25-м Международном кинофестивале в Венеции фильм был показан в конкурсной программе и получил награду OCIC и Серебряного льва. Позже фильм выиграл гран-при на международном фестивале International Catholic Film Office.
Номинировался на «Награду объединённых наций» 21-й премии BAFTA.
Фильм был выпущен в прокат в США в 1966 году и получил три номинации на премию Оскар: лучшая режиссура (Луиджи Скаччионе), лучший дизайн костюмов (Данило Донатти) и лучший сценарий.

## Оценки и критика
Фильм получил множество положительных оценок, в том числе от христианских критиков. Филип Френч назвал его «благородным фильмом», а Александр Уолкер сказал, что «он схватывает историческое и психологическое воображение как никакой другой религиозный фильм, который я видел. И несмотря на всю его кажущуюся простоту, он визуально богат и содержит странные, будоражащие намёки и полутоны, говорящие о Христе и его миссии».
Советский писатель Александр Твардовский был настолько впечатлён фильмом, что, посмотрев фильм, бросился обнимать режиссёра.
В то же время некоторые критики марксистского толка неблагоприятно приняли фильм. Освальд Стак критиковал фильм за «отвратительные уступки реакционной идеологии». В ответ на критику слева Пазолини признал: «есть некоторые ужасные моменты, которых я стыжусь… Чудо умножения хлебов и хождение по водам — это отвратительный пиетизм». Он также отмечал, что фильм был реакцией против конформизма марксизма: «Таинство жизни и смерти и страданий — в том числе религиозное… это нечто, над чем марксизм не желает задуматься. Но эти вопросы всегда были и всегда будут важнейшими для человека».